# Salix qinghaiensis
Salix qinghaiensis är en videväxtart som beskrevs av Yi Liang Chou. Salix qinghaiensis ingår i släktet viden, och familjen videväxter. Utöver nominatformen finns också underarten S. q. microphylla.